# St Michael's Mount
Ne doit pas être confondu avec Mont Saint-Michel.
 (septembre 2023).
Si vous disposez d'ouvrages ou d'articles de référence ou si vous connaissez des sites web de qualité traitant du thème abordé ici, merci de compléter l'article en donnant les références utiles à sa vérifiabilité et en les liant à la section « Notes et références ».
Le St Michael's Mount, littéralement en français « mont Saint-Michel », est une île accessible à marée basse de forme pyramidale de granite qui culmine à 60 mètres d'altitude, située dans Mount's Bay en Cornouailles, à environ un kilomètre de la ville de Penzance, au sud-ouest de la Grande-Bretagne.
Historiquement, l'île semble avoir formé le pendant anglais du mont Saint-Michel, en France. Elle a été offerte aux Bénédictins du mont Saint-Michel au XIe siècle par le roi d'Angleterre Édouard le Confesseur (1042-1066) pour que les moines y construisent une abbaye.

## Toponymie
Le nom cornique Carrack Looz en Cooz signifie « Rocher gris dans les bois », ce qui est un souvenir du temps où la baie était une plaine boisée avant sa submersion ; on trouve d'ailleurs des troncs d'arbres fossilisés sur le rivage. 
Son nom actuel ainsi que ses constructions rappellent le mont Saint-Michel normand.

## Géographie

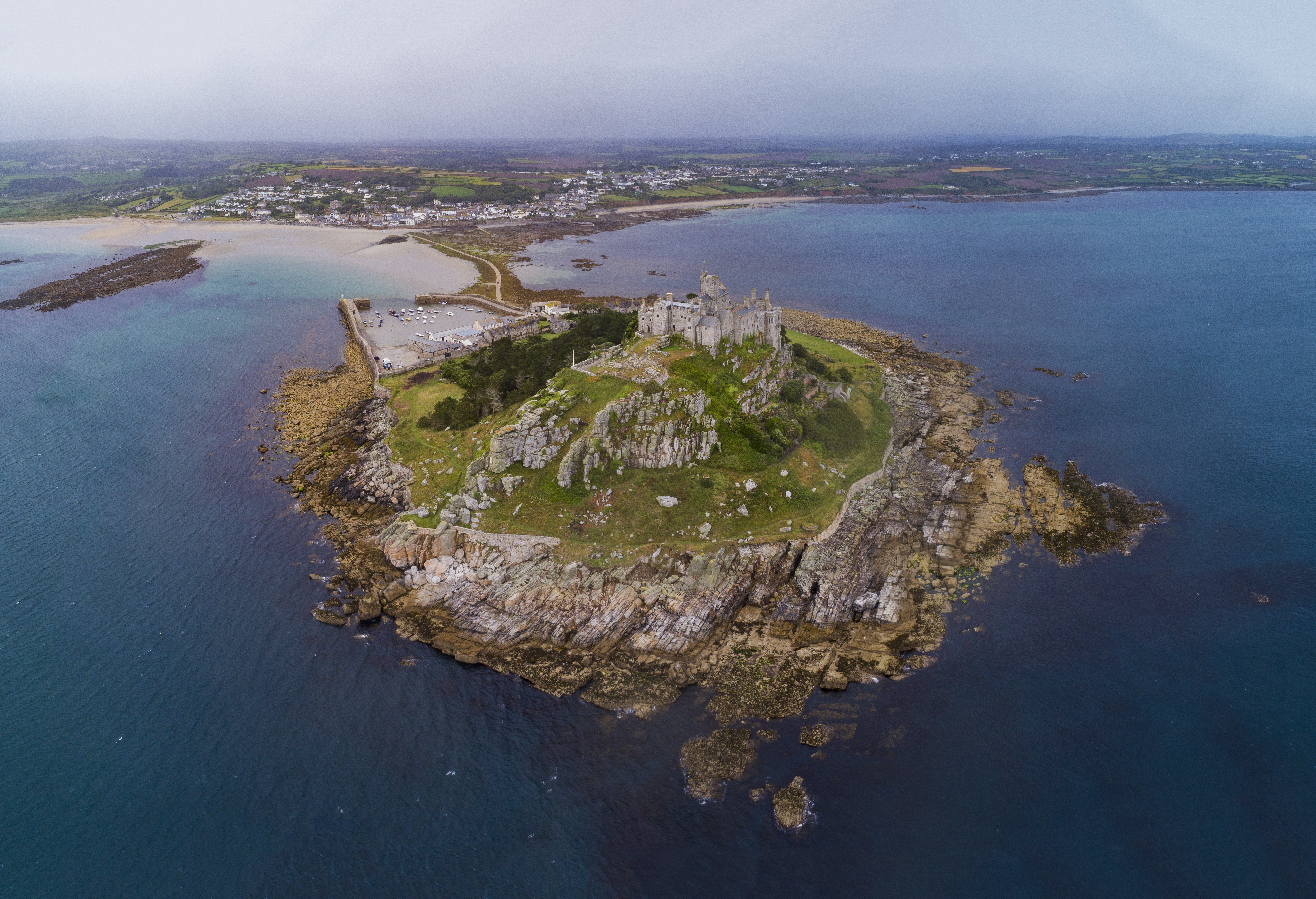
Vue aérienne du St Michael's Mount.

L'île abrite un château appartenant aux barons Saint-Levan (en), descendants du colonel John Saint-Aubyn (en), commandant puis acquéreur de l'île (1659), et une chapelle du XVe siècle dédiée à saint Michel. En contrebas se trouvent un port, quelques maisons et une chapelle dédiée à sainte Marie, reliée au rivage par une digue submersible de 400 mètres de long.

## Histoire

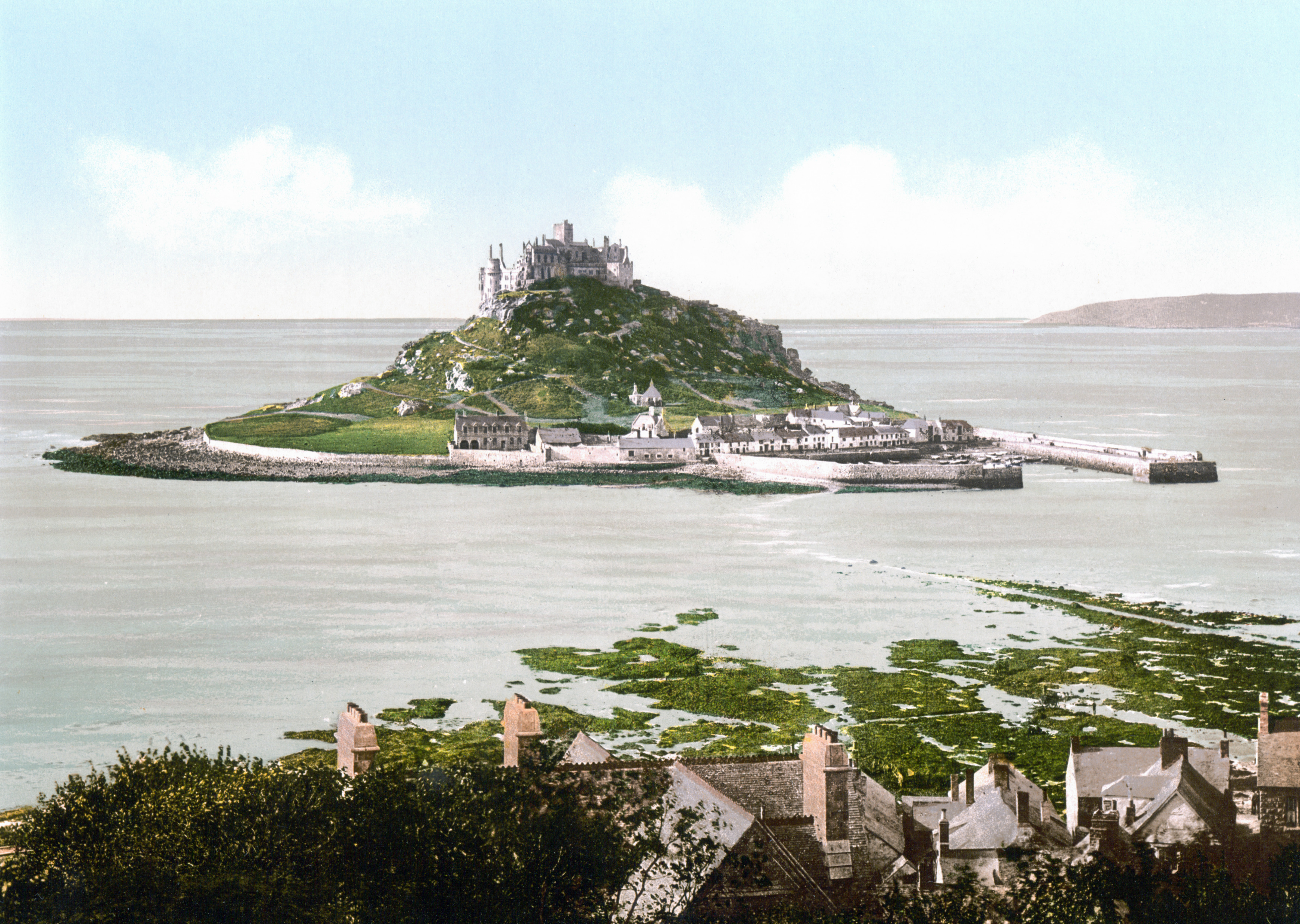
Le St.-Michael's Mount à marée haute en 1900.

St Michael's Mount est peut-être l'île antique de Mictis de Timée, mentionnée par Pline l'Ancien et l’Ictis de Diodore de Sicile, ces auteurs se référant à des textes perdus du géographe grec Pythéas, qui s'y serait rendu au IVe siècle av. J.-C., mais d'autres sites du sud de la Grande-Bretagne peuvent aussi correspondre à cet endroit important dans le commerce antique de l'étain. Il semble en tout cas que la région ait été occupée dès le Néolithique, des fouilles faisant état d'une occupation autour de 4000 av. J.-C. à 2500 av. J.-C.
Une légende cornique raconte qu'en 495 des pêcheurs ont vu l'archange Michel sur un rocher de granite sortant de la mer. L'île devint un lieu de pèlerinage et on rapporte qu'un monastère celtique se serait développé sur le rocher du VIIIe au XIe siècle.  
Robert de Mortain, demi-frère du roi d'Angleterre Guillaume le Conquérant, a donné l'abbaye au XIe siècle au monastère du Mont-Saint-Michel ; en 1135 l'abbé Bernard du Bec du Mont-Saint-Michel en Normandie fit construire l'église actuelle et le prieuré,, un monastère bénédictin qui, en tant que propriété étrangère, fut saisi par la couronne en 1425 puis finalement fermé en 1539. L'île fut connue comme la cité des livres.
Henri V d'Angleterre récupéra le don fait par Édouard le Confesseur et lia le prieuré à l'abbaye de Syon, près de Londres ; une route pavée fut alors construite afin de relier l'île au continent à marée basse. 
À la suite de son schisme avec la papauté, Henri VIII dissout les monastères et confisque leurs trésors ; le mont devient une forteresse qui assure la protection de la côte qu'il surplombe.
En 1587, l'approche de l'Invincible Armada espagnole y fut signalée en allumant un fanal au clocher de l'église.

## Galerie

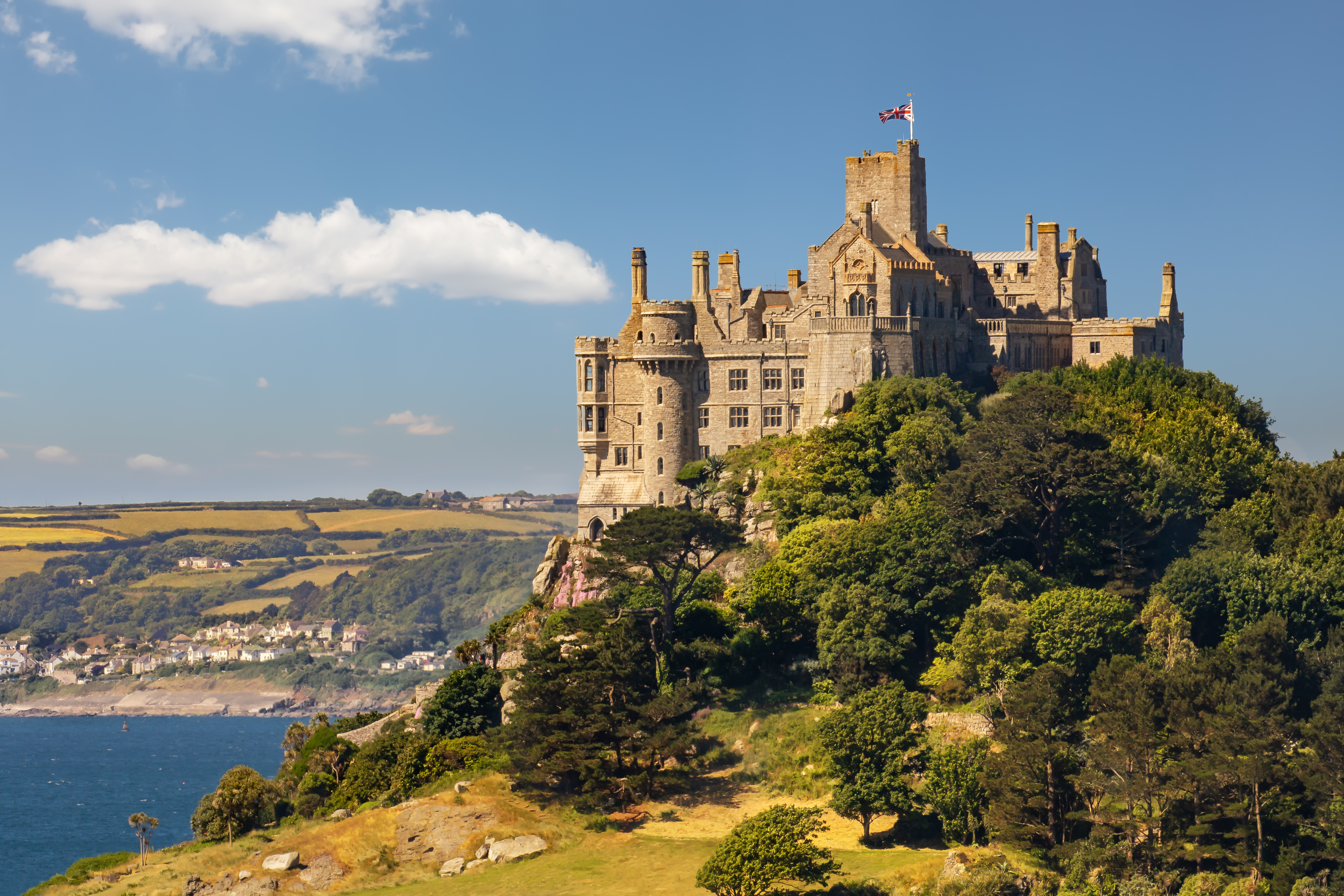
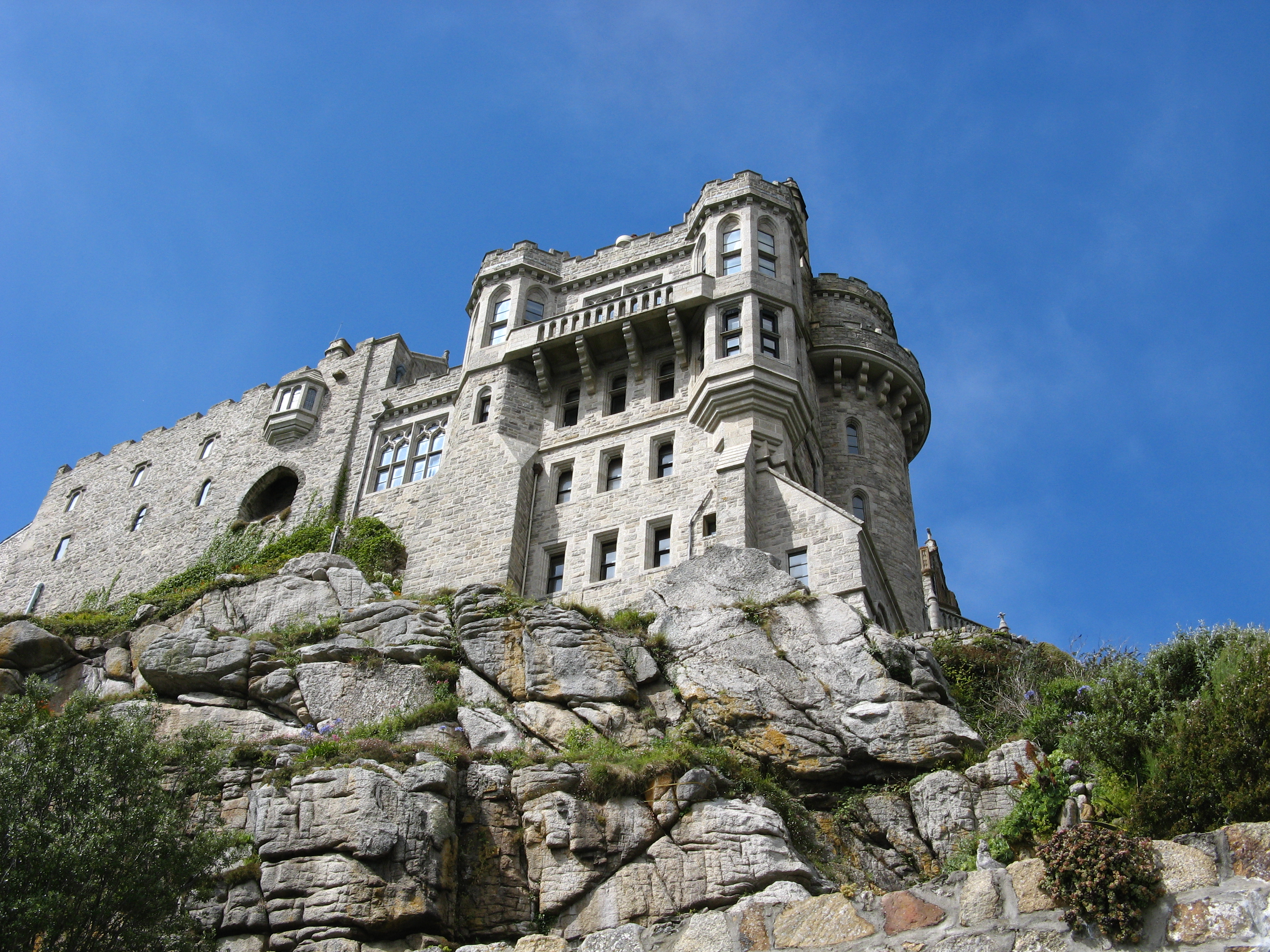
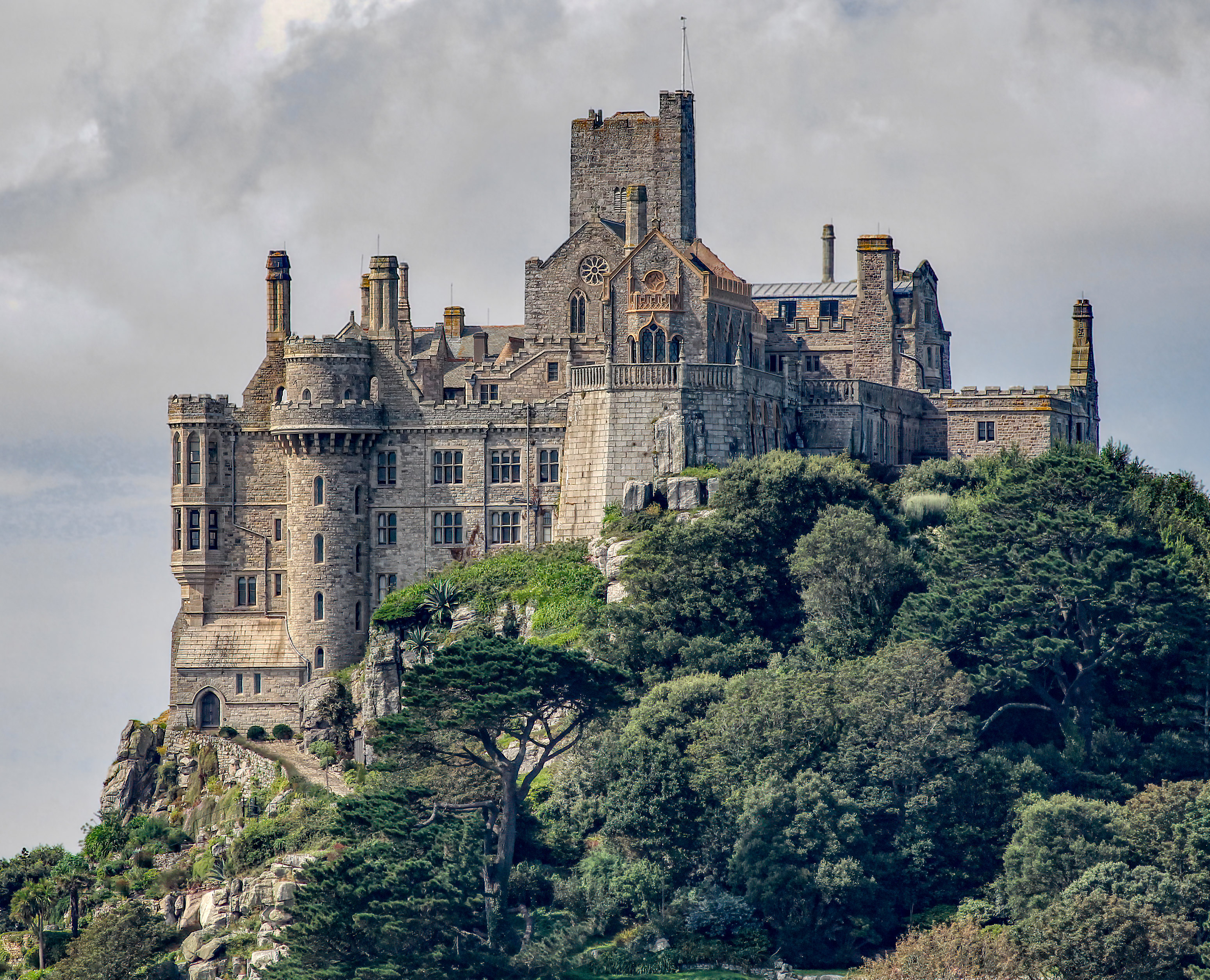
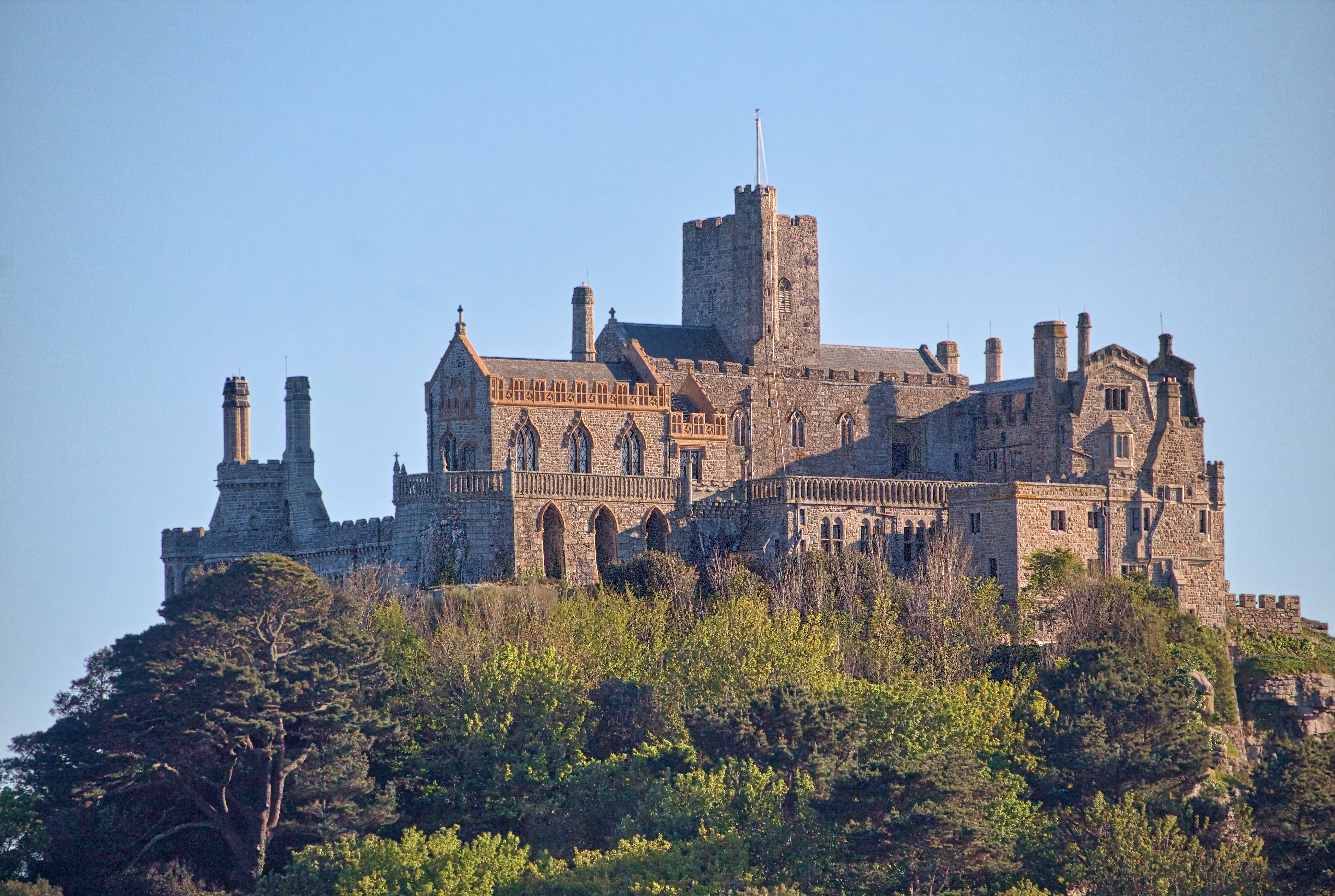
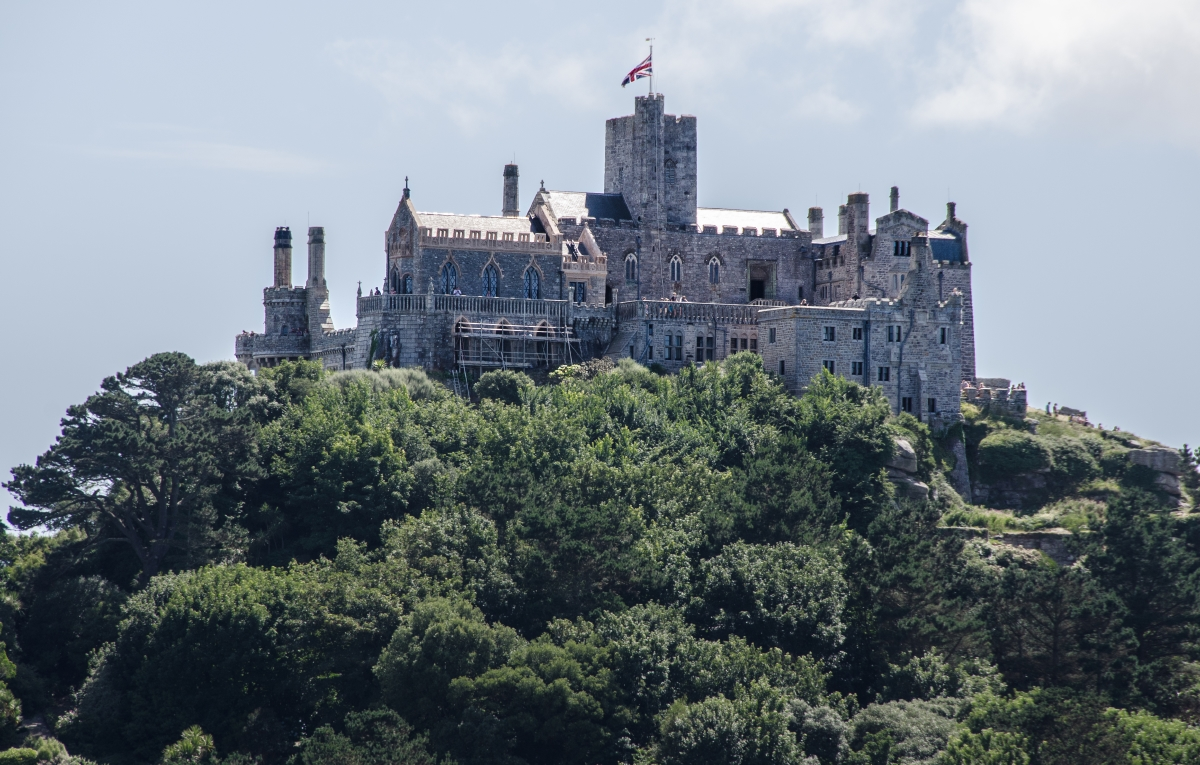
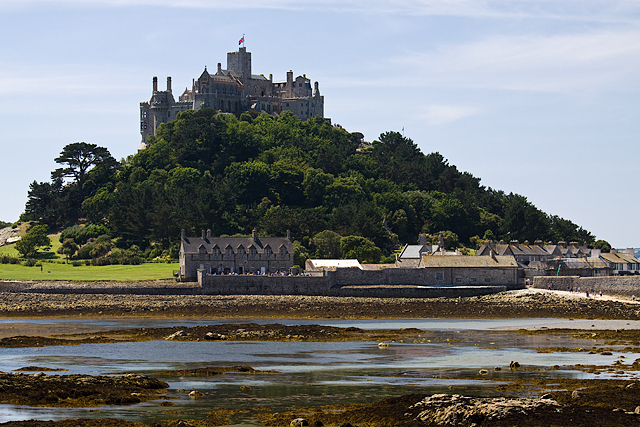
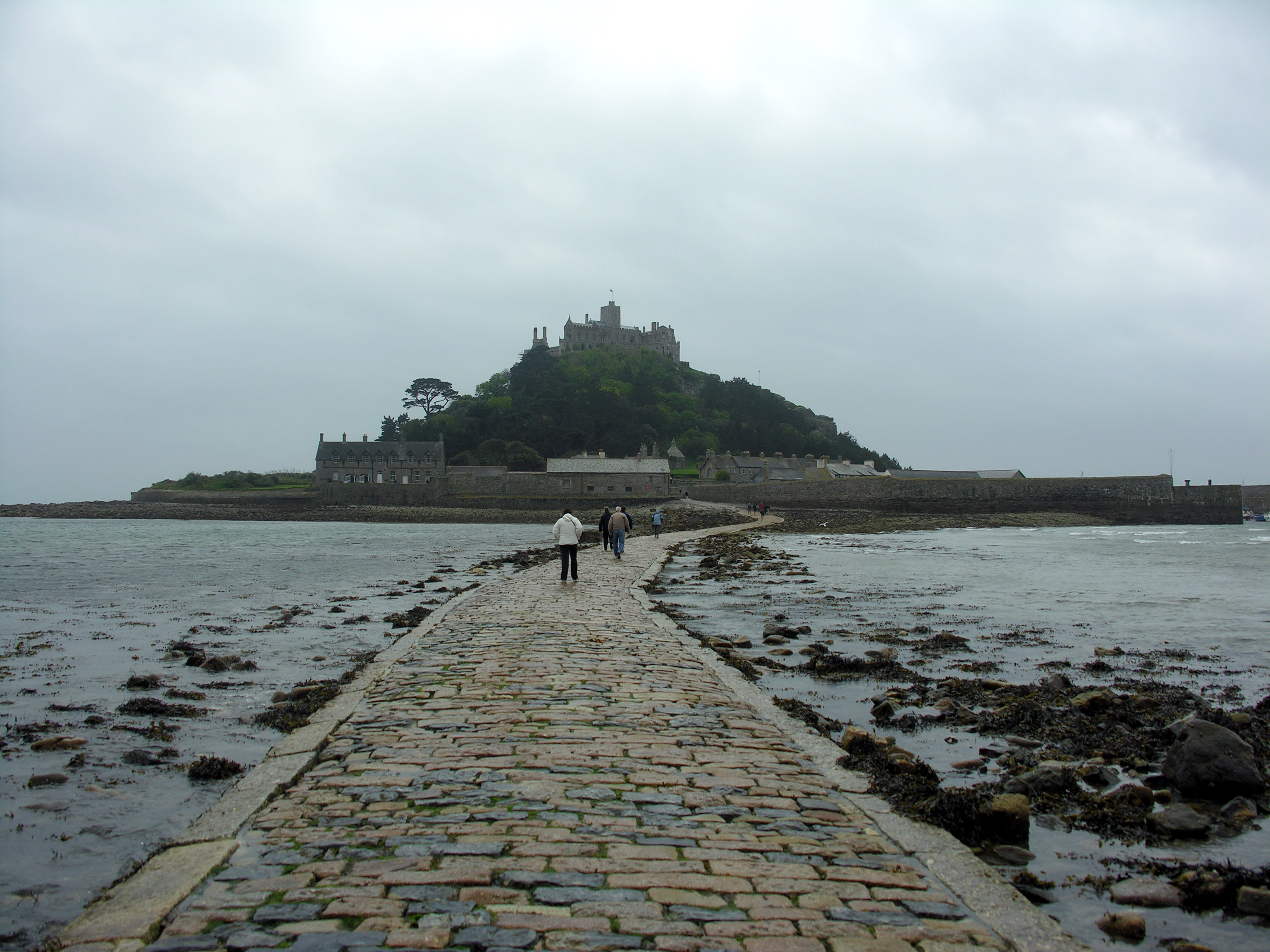
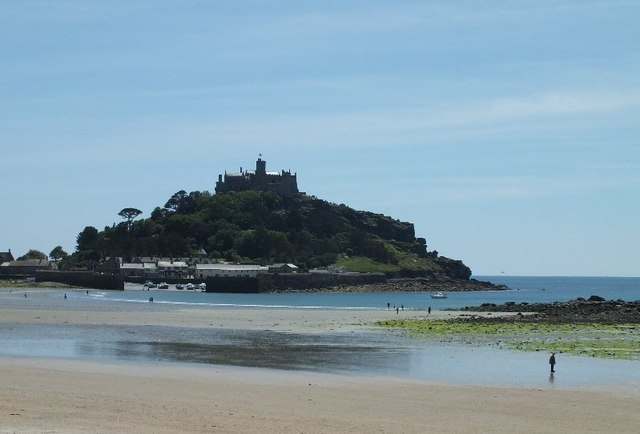
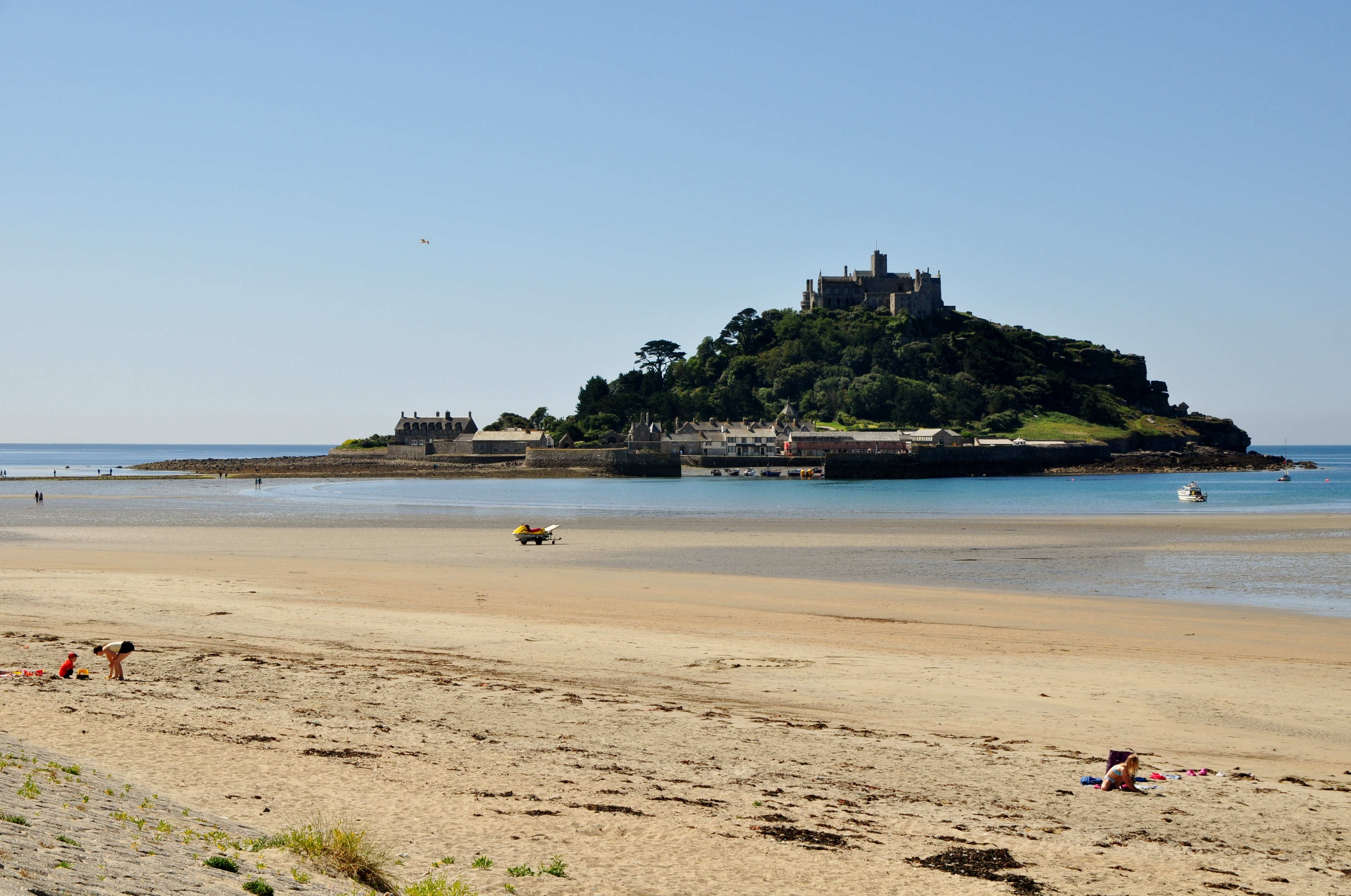
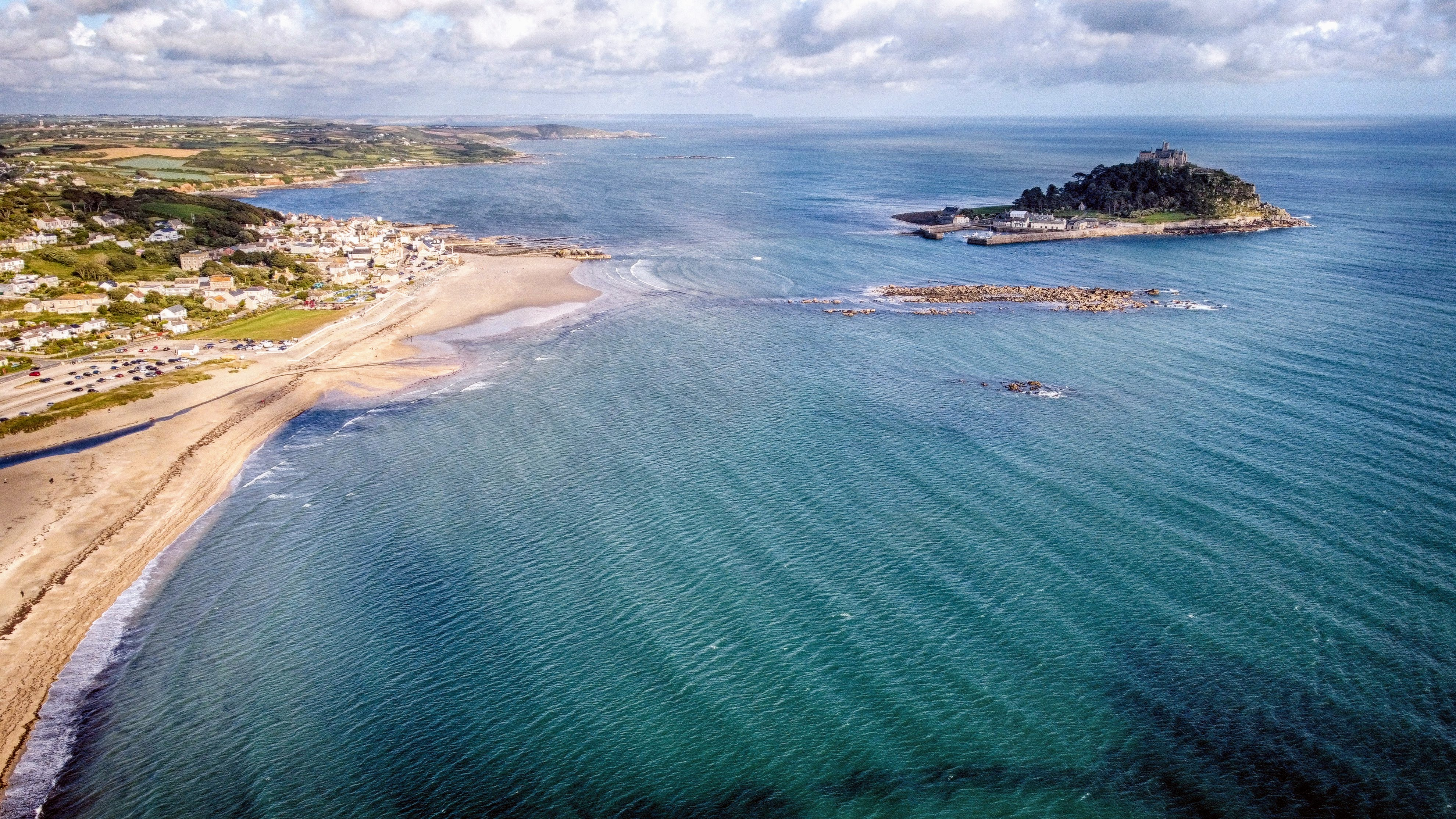